# إيريك إدلشتين
إيريك إدلشتين (بالإنجليزية: Eric Edelstein)‏ مواليد 23 أبريل 1977 في ماريلند، هو ممثل أمريكي بدأ مسيرته الفنية سنة 2003.

## الأعمال

### أفلام
- فندق للكلاب (2009)
- ألكسندر واليوم الرهيب، الفظيع، غير الجيد، السيء جدا (2014)
- عالم جوراسي (2015)

### مسلسلات
| السنة | العمل                    | الدور  |
| ----- | ------------------------ | ------ |
| 2005  | العودة                   | مايك   |
| 2005  | جوي                      |        |
| 2007  | بيتي القبيحة             | بن     |
| 2009  | الحدائق والمنتزهات       | لورنس  |
| 2009  | اكبح حماسك               |        |
| 2011  | مدمني العمل              |        |
| 2012  | أميريكان داد!            |        |
| 2012  | العائلة الحديثة          |        |
| 2013  | الفتاة الجديدة           | إلفيس  |
| 2013  | برنامج بين               | بيغ لو |
| 2013  | عائلة بلوث               |        |
| 2013  | التاريخ الثمل            |        |
| 2013  | كي وبيل                  |        |
| 2013  | تحدي الوحوش والفضائيين   |        |
| 2014  | كلارنس                   |        |
| 2015  | الدببة الثلاثة           |        |
| 2015  | بيغ غوات بانانا و كريكيت |        |
| 2016  | بروكلين ناين-ناين        |        |

## روابط خارجية
- إيريك إدلشتين على موقع IMDb (الإنجليزية)
- إيريك إدلشتين على موقع ألو سيني (الفرنسية)
- إيريك إدلشتين على موقع ميوزك برينز (الإنجليزية)
- إيريك إدلشتين على موقع أول موفي (الإنجليزية)
- إيريك إدلشتين على موقع قاعدة بيانات الأفلام السويدية (السويدية)
- إيريك إدلشتين على موقع قاعدة بيانات الفيلم (الإنجليزية)
- إيريك إدلشتين على موقع كينوبويسك (الروسية)